# Baeus minutus
Baeus minutus är en stekelart som beskrevs av William Harris Ashmead 1893. Baeus minutus ingår i släktet Baeus och familjen Scelionidae. Inga underarter finns listade.